# Noidan
Noidan ist eine französische Gemeinde mit 87 Einwohnern (Stand 1. Januar 2022) im Département Côte-d’Or in der Region Bourgogne-Franche-Comté. Sie gehört zum Kanton Semur-en-Auxois und zum Arrondissement Montbard. 
Sie grenzt im Norden an Clamerey, im Nordosten an Normier, im Osten an Thorey-sous-Charny, im Süden an Charny und im Westen an Fontangy.

## Siehe auch

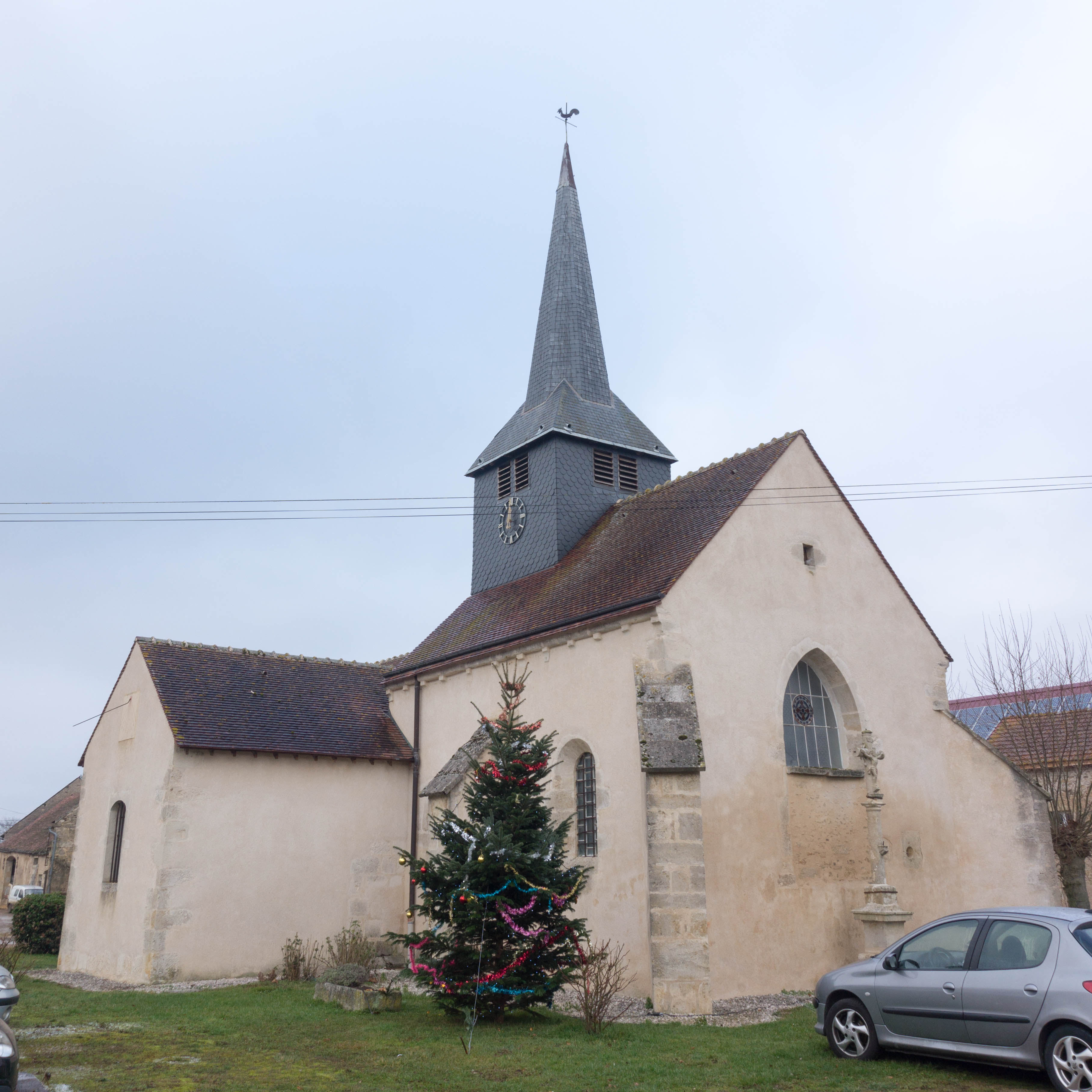
Kirche Saint-Andoche

## Bevölkerungsentwicklung
| Jahr                       | 1962 | 1968 | 1975 | 1982 | 1990 | 1999 | 2008 | 2015 |
| -------------------------- | ---- | ---- | ---- | ---- | ---- | ---- | ---- | ---- |
| Einwohner                  | 110  | 111  | 101  | 93   | 71   | 79   | 87   | 77   |
| Quellen: Cassini und INSEE |      |      |      |      |      |      |      |      |